# Nguyễn Minh Nhật Quang
Nguyễn Minh Nhật Quang (sinh 11 tháng 4 năm 1994 tại Bình Dương ) là một vận động viên thuộc đội tuyển cờ tướng Thành Phố Hồ Chí Minh. Anh là nhà vô địch cờ tướng Việt Nam năm 2022.

## Thành tích nổi bật
- Giải Vô địch cờ tướng quốc gia 2022: Vô địch thể loại cờ tiêu chuẩn
- Giải Vô địch cờ tướng quốc gia 2020: Vô địch thể loại cờ chớp
- Giải vô địch cờ tướng các đấu thủ mạnh toàn quốc 2019: Á quân
- Giải vô địch cờ tướng các đấu thủ mạnh toàn quốc năm 2018: Á quân
- Giải vô địch cờ tướng đồng đội toàn quốc năm 2018: Quán quân
- Giải vô địch cờ tướng đồng đội toàn quốc năm 2017: Quán quân
- Giải vô địch cờ tướng đấu thủ mạnh toàn quốc năm 2016: Quán quân
- Huy chương vàng Sea Games 31 nội dung đồng đội cờ chớp[3]